# Episinus cavernicola
Episinus cavernicola là một loài nhện trong họ Theridiidae.
Loài này thuộc chi Episinus. Episinus cavernicola được Wladislaus Kulczynski miêu tả năm 1897.